# Jolanta Róża Kozłowska
Jolanta Róża Kozłowska (ur. 21 kwietnia 1957 w Zawichoście) – polska dyplomatka, urzędniczka, działaczka społeczna, a w okresie PRL opozycyjna. Ambasador RP w Austrii (2017–2022), konsul generalna w Monachium (1998–2002) i Kolonii (2009–2013).

## Wykształcenie i pobyt w Niemczech
Uczyła się w Wyższej Szkole Pedagogicznej w Kielcach. Działała w opozycji, kolportując prasę. Była za to dwukrotnie relegowana z uczelni i w 1978 straciła prawo do studiowania w PRL. Przywrócono jej to prawo dopiero w 1980 r., kiedy mogła podjąć studia na KUL. Ostatecznie ukończyła kierunek muzyczny na UMCS (1983). W 1980 r. była dwukrotnie aresztowana w związku z procesem ojca Jana Kozłowskiego. Była członkinią komitetu strajkowego NZS UMCS w 1981 r. W stanie wojennym była zaangażowana w prace Prymasowskiego Komitetu Pomocy Osobom Pozbawionym Wolności przy arcybiskupie lubelskim. Lata 1984–1992 spędziła w Niemczech. Uzyskała tytuł magistra na Uniwersytecie we Fryburgu. Inicjowała również działania na rzecz polsko-niemieckiego porozumienia i wymiany młodzieży. Należała do grupy założycielskiej Stowarzyszenia Wspierania Pobytów Naukowych Studentów Polskich (GFPS e.V.) w Niemczech. Odbyła także kurs języka angielskiego na Uniwersytecie Kalifornijskim w Berkeley.
Zna języki: niemiecki, angielski i rosyjski.

## Służba dyplomatyczna
Po powrocie do Polski, przez rok pracowała w Ministerstwie Kultury i Sztuki. Od 1994 w służbie zagranicznej, najpierw jako wicekonsul, później jako konsul ds. kultury w Konsulacie Generalnych RP w Monachium. W 1998 została konsul generalną urzędu, którą to funkcję pełniła do 2002 r. W latach 2003–2009 była dyrektorką biura festiwalowego Kraków 2000 i Festiwalu Wielkanocnego Ludwiga van Beethovena w Krakowie i Warszawie. Współpracowała z Instytutem Adama Mickiewicza. W 2009 objęła Konsulat Generalny w Kolonii. Po półtorarocznym okresie służby na placówce została wybrana dziekanką korpusu konsularnego w Nadrenii Północnej-Westfalii i Düsseldorfie. Odwołana dyscyplinarnie po proteście przeciwko podjętej przez MSZ decyzji o sprzedaży zabytkowej willi w dzielnicy Kolonii Marienburgu, w której znajdował się konsulat. Po zakończeniu służby, w 2013 została doradczynią ds. współpracy zagranicznej marszałka województwa podkarpackiego w Rzeszowie. W 2017 została ambasadorem RP w Austrii, listy uwierzytelniające składając 5 grudnia 2017. Odwołana początkowo z dniem 31 maja 2021, następnie 31 maja 2022. Ostatecznie zakończyła funkcję 30 września 2022.

## Działalność społeczna
Od 2015 była prezeską zarządu Fundacji Uniwersyteckiej w Stalowej Woli (KRS 123002). Jest współzałożycielką i członkinią Stowarzyszenia im. Ludwiga van Beethovena, Instytutu Chrześcijańsko-Demokratycznego im. Ignacego Paderewskiego w Warszawie, rady programowej Fundacji im. Księdza Kardynała Adama Kozłowieckiego oraz rady nadzorczej Fundacji im. Hieronima Dekutowskiego-Zapory w Tarnobrzegu (KRS 572340).

## Odznaczenia
- Krzyż Wielki I Klasy Odznaki Honorowej na Wstędze za zasługi dla Republiki Austrii (2022)[10]